# Tepui

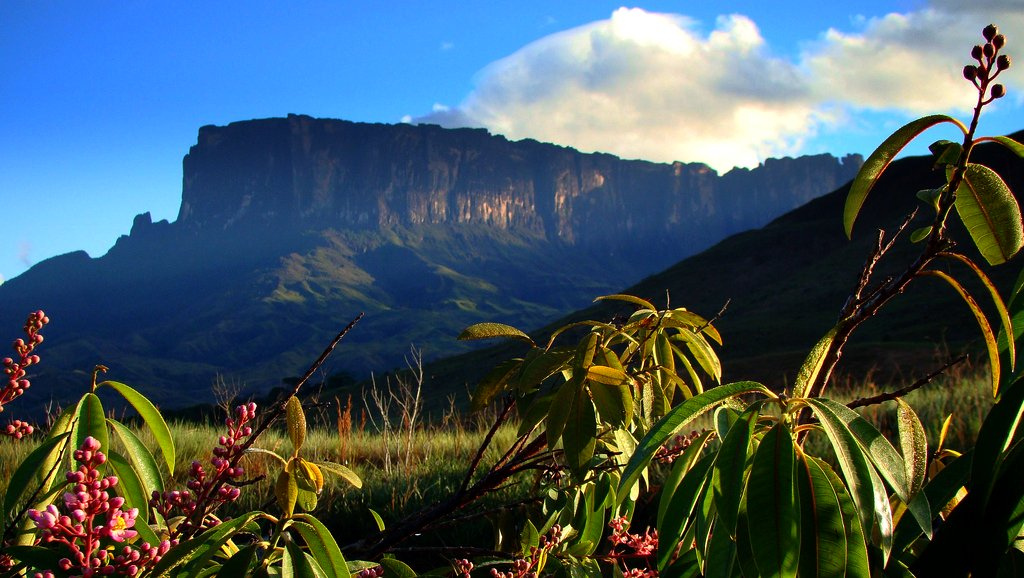
Kukenantepui

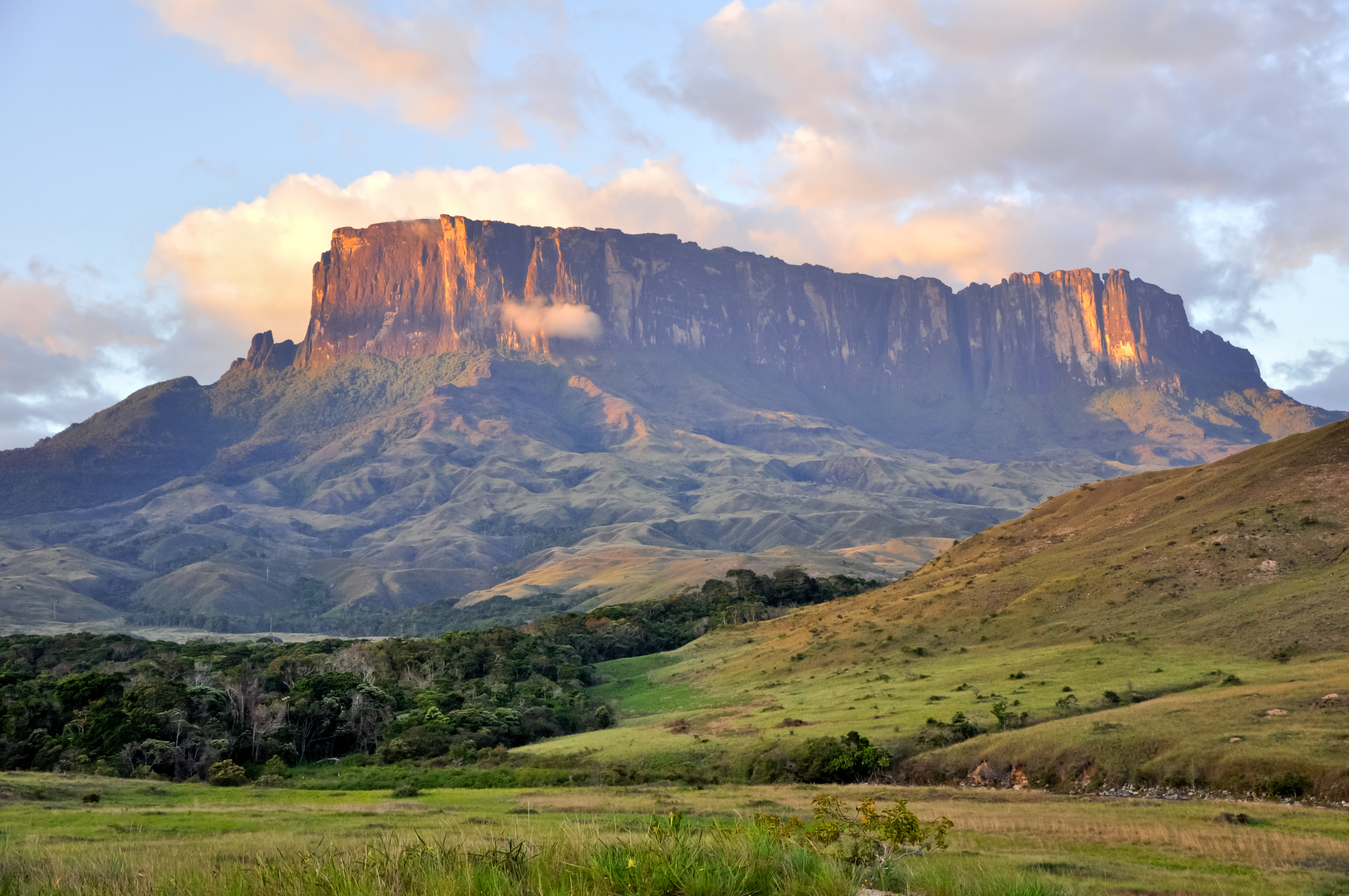
Roraima

Slovo tepui (převzaté z jazyka indiánů) označuje stolové hory s výškou i přes 3 000 metrů nacházející se v Guyanské vysočině, zejména v její venezuelské části. Tyto geologické formace jsou prakticky izolovanými jednotkami. Jejich dlouhodobá izolace je důvodem výskytu endemických druhů rostlin a živočichů. Nejvýznamnějšími tepui jsou Autana, Neblina (nejvyšší, leží na hranici mezi Venezuelou a Brazílií), Auyantepui a Roraima. Typicky jsou tvořeny pískovcem nebo křemencem prekambrijského stáří, z doby, kdy ještě Afrika a Jižní Amerika byly součástí prakontinentu Gondwana a jejich strmé, téměř až kolmé stěny vystupují z džungle a dávají tak vzniknout unikátní přírodní scenérii.
Na Auyantepui je také zdroj druhého nejvyššího vodopádu na světě – Salto Angel.

## Původ Tepui
Indiánští obyvatelé nazývaly tyto stolové hory tepui, což v jejich jazyce znamenalo „domov bohů“. Tepui jsou pozůstatkem velké křemencové plošiny, která kdysi kryla granitový podklad v oblasti mezi severní hranicí Amazonské pánve a řekou Orinoco, mezi pobřežím Atlantiku a řekou Rio Negro.
V průběhu dlouhé geologické historie Země plošina podléhala silné erozi a tak se zachovaly osamocené hory.
V celé Guyanské vysočině je dnes 115 takovýchto hor. Největší koncentrace je v oblasti Gran Sabana v jihovýchodní Venezuele, při hranici s Guayanou a Brazílií.
Jejich strmé stěny převyšují deštný prales o více než 1 000 metrů. Struktura povrchu hor je různorodá. Na vrcholových planinách rostou různé varianty porostů s širokou škálou druhů orchidejí a broméliovitých. Eroze a vlivy počasí na povrchu vymodelovaly během miliónů let působivé skalní formace a labyrinty. V podzemí vnikly erozí rozsáhle jeskyně, které odvádějí vodu z hlubokých, erozí rozšířených puklin, zvaných griety.

## Flora a fauna

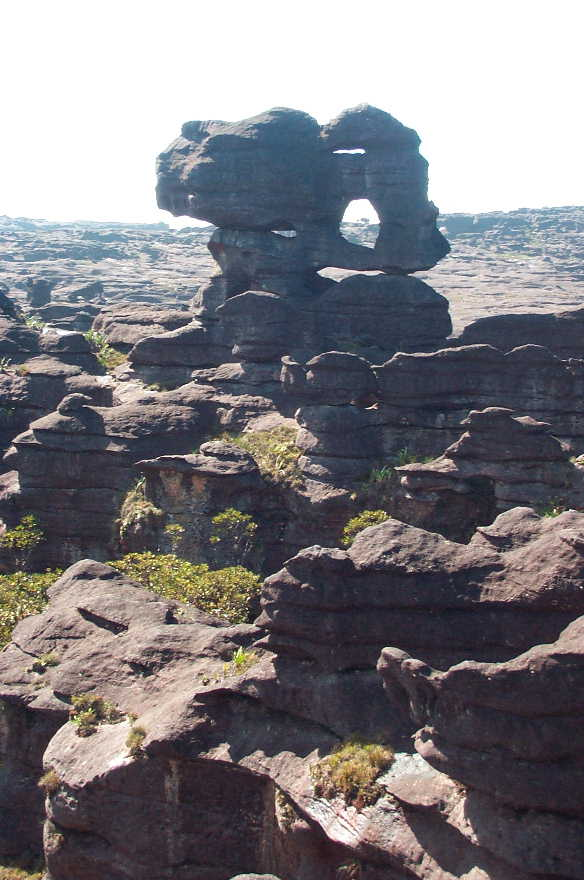
Plošina na tepui Roraima. Eroze vytvořila i tyto skalní útvary

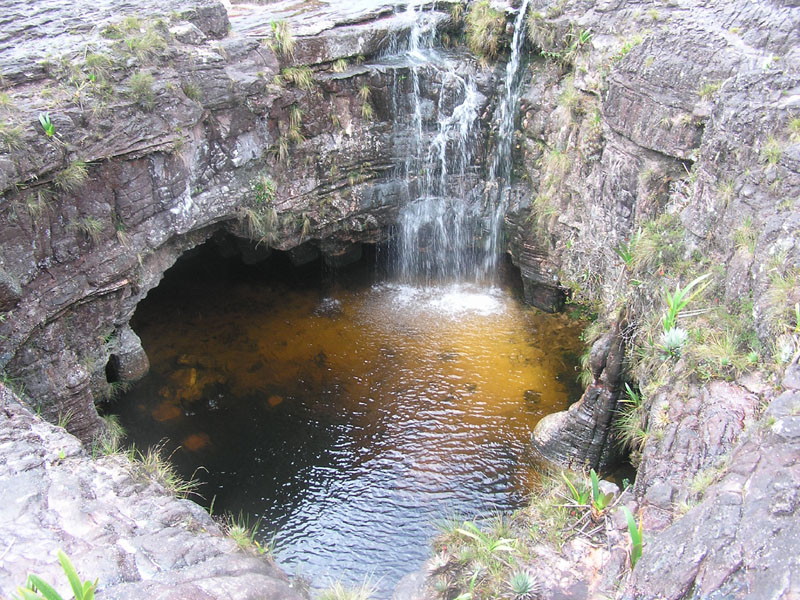
Závrt na Roraimě

Vrcholové partie hor tepui jsou díky své výšce a strmým svahů izolovány od okolního pralesa na jejich úpatí. Vyšší nadmořská výška má za následek také odlišné klima. Strmost stěn je také důvodem náročného, někdy téměř nemožného horolezeckého výstupu. Izolace po milióny let vedla k odlišnému vývoji, ale i zachování unikátních rostlinných a živočišných druhů.
Na vrcholech hor panují nižší teploty než v tropickém horkém a vlhkém pralese. Tepui jsou také velmi často bičovány deštěm. Evoluce rostlin i zvířat, odříznutých od okolního světa, vedla k vytvoření odlišných forem. Tepui jsou často označovány jako „Galapágy na pevnině“. Mnoho druhů zdejších rostlin a živočichů se nenachází nikde jinde na světě. Pokryv vrcholů je díky erozi chudý na živiny, a tak zde přežívá i bohaté společenství masožravých rostlin. Na skalnatém a zvětralém povrchu se nevytvořila a také se ve zdejších podmínkách dlouhodobě neudrží vrstva humusu. Do povrchu některých tepui eroze vyhloubila velké závrty. Některé z nich mají až 300 metrů v průměru a jejich stěny jsou až 300 metrů vysoké. V těchto „ostrůvcích uvnitř ostrovů“ se udržely unikátní druhy živých organismů. Závrt od závrtu se tyto druhy liší. Závrty vytvořilo zborcení stropů podzemních prostor modelovaných podzemními toky.
Většina tepui je téměř celoročně zahalena oblaky a jejich vrcholy bylo možné fotografovat pouze z vrtulníků vybavených radarem. Na některé z nich ještě člověk nevstoupil vůbec a předpokládá se tedy, že tu budou nalezeny i neznámé rostlinné a živočišné druhy.
Nejvíce hor tepui je možno nalézt v národním parku Canaima ve Venezuele, který byl zařazen mezi přírodní světové dědictví na seznamu UNESCO.

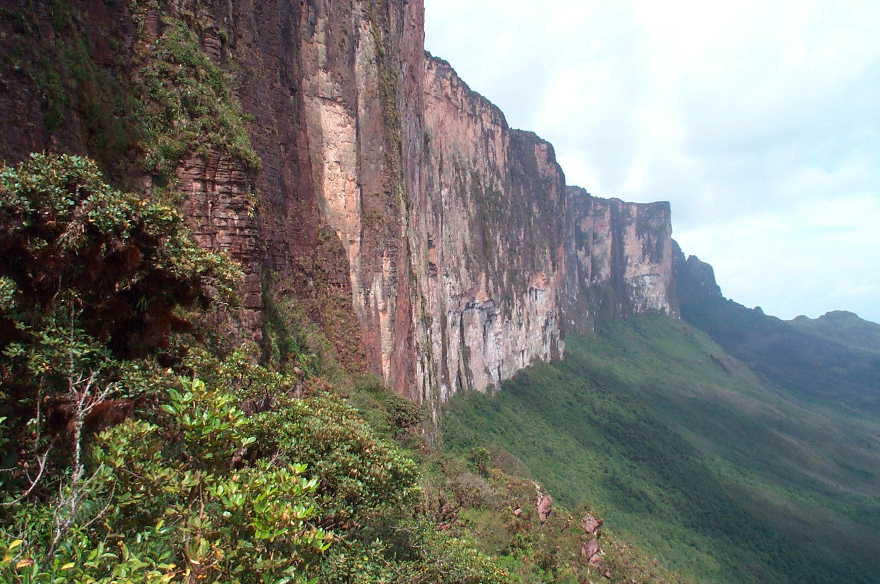
Příkré srázy Roraimy

## Významné tepui
Několik významných tepui:
- Auyantepui. Tato velmi dobře známá tepui má povrch vrcholu asi 700 km². Z jejích stěn padá druhý nejvyšší vodopád světa, Salto Angel.
- Roraima. Popis ve zprávě výzkumníka Roberta Schomburgka inspiroval britského spisovatele A. C. Doylea k napsání novely Ztracený svět o objevení zachovaného prehistorického světa plného dinosaurů a pravěkých rostlin.
- Kukenan byla místními domorodými obyvateli považována a uctívána jako posvátná hora. Její stěny jsou pro strmost stěn a výšku považovány za nezdolatelné.
- Autana ční 1 300 metrů nad okolním pralesem. Horou prochází z jedné strany na druhou systém jeskyní.
- Neblina, známá jako  Pico da Neblina, je nejvyšší tepui vůbec.
- Ptaritepui. Stěny této hory jsou velmi příkré, její vrchol je dokonale izolován a předpokládá se, že se na něm nachází mnoho endemických druhů

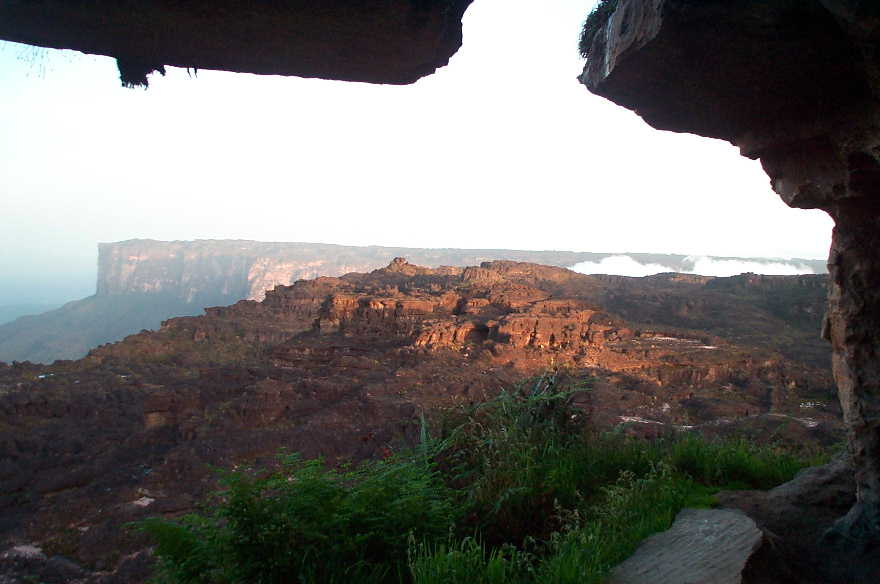
Pohled na Kukenam